# Жаленко Катерина Марківна
Катерина Марківна Жаленко (нар. 23 квітня 1932, село Павлиш, тепер Онуфріївського району Кіровоградської області — ?) — українська радянська діячка, вчитель Павлиської середньої школи імені Сухомлинського Кіровоградської області. Депутат Верховної Ради УРСР 10—11-го скликань (у 1980—1987 роках).

## Біографія
У 1952—1957 роках — вчителька початкових класів, у 1957—1960 роках — старша піонервожата Василівської семирічної школи Онуфріївського району Кіровоградської області.
З 1960 до 1987 року — вчитель-методист початкових класів Павлиської середньої школи імені Сухомлинського Онуфріївського району Кіровоградської області.
Член КПРС з 1964 року.
Освіта вища. У 1972 році закінчила Кіровоградський державний педагогічний інститут імені Пушкіна.
Проживала в селі Павлиш Онуфріївського району Кіровоградської області.

## Нагороди
- орден Трудового Червоного Прапора
- орден «Знак Пошани»
- медалі